# Minimalinvasive endoskopische Neurochirurgie
Die minimalinvasive endoskopische Neurochirurgie mittels Enzephaloskop oder Ventrikuloskop ist ein spezielles neurochirurgisches Verfahren zur Untersuchung der Hirninnenräume (Ventrikel) oder krankhafter Höhlenbildungen im Gehirn (zum Beispiel beim Abszess).

## Technik
Es werden starre und flexible Enzephaloskope verwendet. Die starren werden zumeist über ein Bohrloch durch den Schädelknochen platziert. Die flexiblen Geräte können auch über eine kaliberstärkere Nadel wie bei einer Liquorpunktion eingebracht werden; dafür haben sie zumeist keine Instrumentierkanäle und sind daher zur Behandlung nicht einsetzbar.

## Anwendung
Die Anwendung der minimalinvasiven endoskopischen Neurochirurgie ist bislang auf entsprechende Zentren beschränkt und wird derzeit teilweise erst erforscht. Sie dient unter anderem zur Untersuchung und Behandlung von Blutungen und Entzündungen im Bereich der Ventrikel bzw. deren unmittelbarer Nachbarschaft sowie von Zirkulationsstörungen des Liquor cerebrospinalis.